# (211536) 2003 RR11
(211536) 2003 RR11 là một tiểu hành tinh vành đai chính được phát hiện ngày 15 tháng 9 năm 2003 bởi James Whitney Young ở Đài thiên văn Núi bàn gần Wrightwood, California.